# George Patton (1923–2004)
George Smith Patton IV (24. prosince 1923 Boston – 27. června 2004 Hamilton) byl generálmajor armády Spojených států amerických a syn generála z druhé světové války George Pattona.
Generál Patton byl přeřazen k VII. sboru v Německu jako zastupující velitel. Sbor byl umístěn v blízkosti Stuttgartu, jehož primátorem byl v té době Manfred Rommel, syn polního maršála Erwina Rommela. Synové otců, kteří proti sobě bojovali, se stali přáteli a jejich přátelství pokračovalo až do smrti Geoge Pattona. Oba dva navíc sdíleli stejný den narození – 24. prosinec.
V roce 1952 se oženil s Joanne Stanley Holbrook (1931–2023). Měli spolu tři syny. 
Od roku 1998 byl nositelem řádu Bílého lva IV. třídy.
V závěru života trpěl Parkinsonovou chorobou. Zemřel 27. června 2004 ve věku osmdesáti let. Místem jeho posledního odpočinku je Arlingtonský národní hřbitov ve Virginii.